# 213년

## 연호
- 후한(後漢) 건안(建安) 18년

## 기년
- 후한(後漢) 헌제(獻帝) 25년
- 신라(新羅) 내해 이사금(奈解泥師今) 18년
- 고구려(高句麗) 산상왕(山上王) 17년
- 백제(百濟) 초고왕(肖古王) 48년